# .org
« Org » redirige ici. Pour le film de Fernando Birri, voir Org (film).

Logo du domaine .org.

.org est un domaine de premier niveau générique non restreint d'Internet. Il est l’abréviation du mot organisation.
Ce domaine est destiné aux organisations à but non commercial, mais il est ouvert à tous sans restrictions depuis août 2019. Il est traditionnellement utilisé par les écoles, les projets open source (ouverts), et les communautés, et maintenant par des entités à but lucratif. 
Le nombre de noms de domaine en .org est passé de quelques-uns à plus d'un million dans les années 1990, à plus de 10 millions en 2012, et se maintient entre 10 et 11 millions depuis.
En 2019, Public Interest Registry (PIR), l'organisation qui gère le .org, annonce qu'elle est vendue à la société écran Ethos Capital pour plus d'un milliard de dollars ; une transaction suspendue face aux inquiétudes qu'elle suscite. Le 30 avril 2020, l'ICANN annonce que la vente est rejetée.

## Historique du .org
Le domaine .org fait partie des premiers domaines de premier niveau créés en janvier 1985. Le premier site à être enregistré sous ce domaine est celui de Mitre Corporation le 10 juillet 1985.
Ce domaine est géré depuis le 1er janvier 2003 par Public Interest Registry qui a succédé à Verisign. La société Afilias continue d'assumer la gestion technique du registre .org, en vertu d'un contrat avec Public Interest Registry.

### Projet de vente
Le 13 novembre 2019, Internet Society, alors propriétaire historique de Public Interest Registry, annonce vouloir vendre cette dernière à la société Ethos Capital pour la somme de 1,135 milliard de dollars. L'opération, qui nécessite l'approbation de l'ICANN ferait passer la gestion du .org à une entreprise privée à but lucratif. Elle est accueillie avec méfiance et de vives protestations venues d'organisations, de particuliers ou encore d'élus dont Elizabeth Warren.
Les opposants à la vente craignent que le tarif du domaine (déplafonné par l'ICANN) subisse une augmentation pouvant mettre en péril les finances des associations qui utilisent le .org ainsi que la liberté d'expression puisque Ethos Capital pourrait unilatéralement suspendre un nom de domaine ne respectant pas ses « pratiques et conduites commerciales acceptables » ou accusé par un gouvernement autoritaire d'enfreindre une loi (les états ciblant régulièrement les organisations non gouvernementales pour « activités illégales »). Alors qu'une pétition contre la vente du domaine est mise en ligne, un groupe de pionniers de l'Internet, dont Esther Dyson, créent pour l'occasion une coopérative, la « Cooperative Corporation of .ORG » qui pourrait prendre en charge la gestion du domaine.
Dans ce contexte, l'ICANN décide de suspendre la transaction jusqu'au 20 avril 2019 alors que Xavier Becerra, procureur général de Californie, lance une enquête demandant à l'organisation de répondre à plus d'une trentaine de questions relatives à l'affaire,. Finalement, l'ICANN annonce le 30 avril 2020 que la cession est rejetée. La récupération du domaine par une entité à but lucratif ne servant pas les intérêts de la communauté .org.

## Fonctionnement
Les enregistrements de sous-domaines sont traités par des organismes d'enregistrement accrédités dans le monde entier dénommés registraires de nom de domaine ou registrars. Tout le monde peut enregistrer un domaine de deuxième niveau au sein de l'organisation, sans restrictions. Ainsi, des sous-domaines sont également utilisés par des sites commerciaux, tels que craiglist.org. 
Selon le rapport du tableau de bord de l'ICANN, la clientèle du .org est diverse : les institutions culturelles, les associations, les équipes sportives, les organisations religieuses et civiques, les projets de logiciels open source, les écoles, les initiatives environnementales, les organisations sociales et fraternelles, les organismes de santé, les services juridiques, ainsi que les clubs et les groupes de bénévoles communautaires. Dans certains cas, des sous-domaines ont été créés pour la gestion des crises.
Il y a près de quatre millions de sites enregistrés en .org en 2005 et près de neuf millions cinq ans plus tard. En enregistrant le dix millionième site le 24 juin 2012, le .org est le septième domaine de premier niveau à atteindre ce cap. À la fin 2019, PIR enregistre 10,5 millions de site sous son domaine, faisant du .org le troisième domaine de premier niveau le plus utilisé dans le monde derrière .net et .com.
En novembre 2019, selon le classement Tranco des 1 million principaux domaines mondiaux[source détournée], les domaines sous .org représentaient environ 6 % des 1 000 premiers et 7 % des 100 000 et 1 million de domaines les plus importants, dont notamment celui de wikipedia.org.[réf. nécessaire]
Bien que les organisations du monde entier puissent enregistrer des sous-domaines, de nombreux pays, tels que l'Australie (.au), le Canada (.ca), le Japon (.jp), l'Argentine (.ar), la Bolivie (.bo), l'Uruguay (.uy), la Turquie (.tr), La Somalie (.so), la Sierra Leone (.sl), la Russie (.ru), le Bangladesh (.bd), l'Inde (.in) et le Royaume-Uni (.uk) ont créé un domaine de deuxième niveau avec un objectif similaire. Ces domaines de second niveau sont généralement nommés en .org ou or. Par exemple : adelaideaccueil.org.au.

### Noms de domaine internationalisés
Le registre de domaine .org permet l'enregistrement de certains noms de domaine internationalisés (IDN) en tant que domaines de deuxième niveau, depuis le milieu des années 2000 en allemand, chinois simplifié et traditionnel, danois, hongrois, islandais, letton, lituanien, polonais, suédois, en 2007 pour l'espagnol et au début des années 2010 en biélorusse, bosniaque, bulgare, coréen, macédonien, russe, serbe, ukrainien.

## Sécurité des noms de domaine
À la suite de la proposition de PIR soumise auprès de l'ICANN deux ans plus tôt, .org devient en juin 2010 le premier domaine générique ouvert de premier niveau et le plus grand registre du monde ayant signé sa zone DNS avec les extensions de sécurité pour le système de nom de domaine (DNSSEC),. Toutefois, bien avant PIR, le registre suédois fut le premier entre tous à implanter ce protocole qui permet de vérifier l'authenticité d'origine et l'intégrité des données DNS par des clients DNS conformes (p. 11).

## Coût d'enregistrement
Depuis 2003, le PIR facture à ses registraires accrédités un prix plafonné de 9,05 USD par an pour chaque nom de domaine. Les registraires sont libres de fixer des frais aux utilisateurs finaux sans restrictions, bien que dans les faits, la concurrence entre eux a pour effet de limiter les tarifs.
En mars 2019, l'ICANN organise un appel à commentaires au sujet de sa proposition de mettre fin au prix plafond des domaines .org (ainsi que .biz, .info et .asia).
Selon l'organisation, le but est de simplifier la gestion des registres en harmonisant les règles tarifaires par rapport aux domaines de premiers niveau plus récents. Pour les opposants à la libération du prix, le domaine .org est différent des autres car il existe depuis longtemps et pour de nombreuses organisations à but non lucratif, la pérennité d'un bas tarif est un aspect important pour elles.
En dépit des 3 252 commentaires opposés à la proposition et six en sa faveur, l'ICANN décide tout de même de supprimer le plafond tarifaire du domaine.